# Награде Златна малина
Златна малина (енгл. Golden Raspberry Awards) је награда која се додељује за најгора филмска остварења године за разлику од Оскара којег добијају најбољи филмови. Први пут је додељена 1981. године а креирао ју је Џон Вилсон 1980. године. Сама статуа је у облику малине, величине голф лопте, процењене вредности од 4,97 долара.
Прва церемонија доделе награда Златна малина одржана је 31. марта 1981, у дневној соби Џона Ј. Б. Вилсона у Холивуду, у част најгорих филмова филмске сезоне 1980. године. 45. свечаност је одржана 28. фебруара 2025. године.
Као и код доделе Оскара и овде постоје категорије за најгори филм, глумце, сценарио, музику, режију.

## Историја
Амерички публициста Џон Ј. Б. Вилсон традиционално је одржавао забаве у својој кући у Холивуду у ноћи доделе Оскара. 1981. године, након што се завршила 53. свечана церемонија Оскара, Вилсон је позвао пријатеље да у својој дневној соби презентују насумичне награде. Дао је пријатељима гласачке листиће да гласају за најгоре. Вилсон је стајао на подијуму направљеном од картона у одрпаном смокингу, са пенастом куглом причвршћеном на метлу као да има лажни микрофон, и најавио филм Can't Stop the Music као првог добитника награде Златна малина за најгори филм. Свечана церемонија била је успешна и следеће недеље је неколико локалних новина објавило саопштење о његовом догађају, укључујући и спомињање у дневним вестима Лос Анђелеса с насловом: "Узмите ове коверте, молим Вас".
Отприлике четрдесетак људи је дошло на 1. церемонију Златне малине. Друга церемонија Златне малине имала је дупло већу посећеност, а трећа церемонија је удвостручила и тај број. До четврте церемоније додељивања Златних малина, Си-Ен-Ен и две главне телефонске компаније покривале су догађај. "Коначно смо схватили да се не може такмичити са Оскаром током ноћи доделе Оскара, али ако одете ноћ раније, кад су штампе из целог света овде и траже нешто да ураде, то би могло да буде право време", рекао је Вилсон за Би-Би-Си њуз.

## Формат
Чланови Организације за награду Златна малина (састављена од филмских новинара, филмских стваралаца и врло угледних заљубљеника у филм из целог света) гласају за одређивање номинованих. Чланови који гласају стижу из свих 50 америчких држава и са свих континената, осим једне. Церемонија је направљена по узору на Оскара, али реализована са намером да буде отрцана.

## Примаоци који су прихватили њихову награду
Иако већина победника не присуствује церемонији Златних малина или не прихвата њихову награду, било је неких изузетака. Према традицији Златних малина, њихова церемонија се реализује један дан пре церемоније Оскара.
Године 1988., комичар Бил Косби био је први који је прихватио награду; добио је награду за Леонарда 6. део у вечерњој емисији на Фоксу. Режисер Пол Верховен постао је први прималац који је лично затражио награду када је прихватио награде Златна малина за најгори филм и Златна малина за најгорег режисера за свој филм Шоугрлс из 1995. године. Ј. Давид Шапиро је једини победник коме је лично уручена награда у две различите церемоније; међутим, обе победе биле су за исти филм, Бојно поље Земља: прво је прихватио награду за најгори сценариј 2001., а затим и награду за најгори филм декаде у 2010. години.
| Година | Слика            | Добитник                  | Категорија                                                  | Филм                                                 | Присуствовао церемонији? | Додатно |
| ------ | ---------------- | ------------------------- | ----------------------------------------------------------- | ---------------------------------------------------- | ------------------------ | --- |
| 1988   | Bill Cosby       | Бил Косби                 | Златна малина за најгори филм                               | Леонард 6. део                                       | Не                       | Бил Косби је награђен на Осмој додели Златних малина са наградама Најгори филм, Најгори сценарио и Најгори глумац, за филм из 1987. године - „Леонард, 6. део”. Косби је био први прималац који је затражио награду.. Вредност Косбијевог трофеја је износио 1.97 долара. Договорено је да се Косбију предају његове награде у Фоксовој емисији „Касни шоу”. Фокс је направио Косбијеву награду од 24 каратног злата и италијанског мермера што је коштало скоро 30.000 долара. Касније је свој трофеј показао у емисији „Вечерњи шоу”. |
| 1988   | Bill Cosby       | Бил Косби                 | Златна малина за најгорег глумца                            | Леонард 6. део                                       | Не                       | Бил Косби је награђен на Осмој додели Златних малина са наградама Најгори филм, Најгори сценарио и Најгори глумац, за филм из 1987. године - „Леонард, 6. део”. Косби је био први прималац који је затражио награду.. Вредност Косбијевог трофеја је износио 1.97 долара. Договорено је да се Косбију предају његове награде у Фоксовој емисији „Касни шоу”. Фокс је направио Косбијеву награду од 24 каратног злата и италијанског мермера што је коштало скоро 30.000 долара. Касније је свој трофеј показао у емисији „Вечерњи шоу”. |
| 1988   | Bill Cosby       | Бил Косби                 | Златна малина за најгори сценарио                           | Леонард 6. део                                       | Не                       | Бил Косби је награђен на Осмој додели Златних малина са наградама Најгори филм, Најгори сценарио и Најгори глумац, за филм из 1987. године - „Леонард, 6. део”. Косби је био први прималац који је затражио награду.. Вредност Косбијевог трофеја је износио 1.97 долара. Договорено је да се Косбију предају његове награде у Фоксовој емисији „Касни шоу”. Фокс је направио Косбијеву награду од 24 каратног злата и италијанског мермера што је коштало скоро 30.000 долара. Касније је свој трофеј показао у емисији „Вечерњи шоу”. |
| 1993   | Tom Selleck      | Том Селек                 | Златна малина за најгорег споредног глумца                  | Кристофер Колумбо: Откриће                           | Не                       | Том Селек је прихватио награду за наојгорег споредног глумца за улогу у филму Кристофер Колумбо: Откриће из 1992. године.. У филму је глумио шпанског краља Фердинанда. Награда му је уручена када се појавио у једној телевизијској емисији. |
| 1993   | Алан Менкен      | Џек Фелдман и Алан Менкен | Златна малина за најгору оригиналну песму                   | Newsies                                              | Не                       | Фелдман је тражио своју Златну малину за "High Times, Hard Times" 2016. године, како би могао да је стави у својој канцеларији поред Тони награде коју је добио за сценску адаптацију за „Newsies”. Његов композиторски партнер Алан Менкен такође је поносно говорио о Златној малини, посебно јер је освојио истог викенда своја два Оскара за Аладина. Менкен је на крају прихватио своју награду Златна малина 2019. године, а фондација је објавила службени видео како је прихвата. |
| 1996   | Paul Verhoeven   | Пол Верховен              | Златна малина за најгорег режисера                          | Showgirls                                            | Да                       | Пол Верховен је био прва особа која је отишла на церемонију и примила награде; прихватио је за Најгори филм и за Најгорег режисера на церемонији доделе награда у хотелу Холивудски Русвелт. Публика је Верхоевену дала два пута овације, након што им је рекао да су га избацили из Холандије јер је „болестан, перверзан и одвратан“ Рекао је да му је драго што је дошао у Сједињене Државе и добио награду за ово дело, "Када сам снимао филмове у Холандији, критичари су их оценили као декадентне, перверзне и слабашне. Тада сам се преселио у Сједињене Државе", рекао је Верхоевен док се публика смејала. Он је прокоментарисао: "Данас ми се десило најгоре што ми се догодило. Добио сам седам награда за то што сам био најгори, и било је забавније од читања рецензија (за Шоугрлс) у септембру", рекао је Верхоевен док се насмејао публици. |
| 1996   | Paul Verhoeven   | Пол Верховен              | Златна малина за најгори филм                               | Showgirls                                            | Да                       | Пол Верховен је био прва особа која је отишла на церемонију и примила награде; прихватио је за Најгори филм и за Најгорег режисера на церемонији доделе награда у хотелу Холивудски Русвелт. Публика је Верхоевену дала два пута овације, након што им је рекао да су га избацили из Холандије јер је „болестан, перверзан и одвратан“ Рекао је да му је драго што је дошао у Сједињене Државе и добио награду за ово дело, "Када сам снимао филмове у Холандији, критичари су их оценили као декадентне, перверзне и слабашне. Тада сам се преселио у Сједињене Државе", рекао је Верхоевен док се публика смејала. Он је прокоментарисао: "Данас ми се десило најгоре што ми се догодило. Добио сам седам награда за то што сам био најгори, и било је забавније од читања рецензија (за Шоугрлс) у септембру", рекао је Верхоевен док се насмејао публици. |
| 1998   |                  | Брајан Хелгеланд          | Златна малина за најгори сценарио                           | Гласник будућности                                   | Не                       | Брајан Хелгеланд је 1998. прихватио награду за најгори сценарио за свој рад на филму Гласник будућности. Хелгеланд је такође освојио Оскара за најбоље адаптирани сценарио за „Поверљиво из Л. А.” истог викенда, и хтео је да стави свог Оскара и своју Малину једно поред другог, да га подсети на "бесмислену природу Холивуда". Оснивач награда Џон Ј. Б. Вилсон уручио је Хелгеланду трофеј у његовој канцеларији у Ворнер бросу. Хелгеланд је из припремљене изјаве прочитао: "Сигуран сам да би боље звучало на латинском, али је заиста боље бити исмејан него занемарен. Равнодушност је непријатељ и са овом равнодушности је поражена. Моји филмови су попут моје деце, сваки посебан на неки начин. У случају Гласника будућности, ја сам можда био лутајући родитељ и зато сам крив. Волео бих да, као и Скруџ када вид Марлија, могу да окривим лоше сварен комад меса. Јао, кривица остаје на мојим раменима и прихватам ову награду са понизношћу, покорношћу и изнад свега смислом за хумор с којим се даје. Ако сам научио било шта од 1997. године, то је да ниједан филм не узимам превише озбиљно. Желео бих да се захвалим Џону Вилсону и радујем се времену када ће се Златне малине имати прикладне церемоније преко националне телевизије. Свет ће бити боље место са још неколико смеха у њему." |
| 2001   | J. David Shapiro | J. Давид Шапиро           | Златна малина за најгори сценарио                           | Бојно поље Земља                                     | Не                       | Џон Вилсон уручио је у радијском програму Марка Ебнера награду за најгори сценарио, сценаристи Ј. Д. Шапиру. Шапиро је прокоментарисао да је Џон Траволта сценарио назвао "Шиндлеровим списком научне фантастике". |
| 2002   | Tom Green        | Том Грин                  | Златна малина за најгорег глумца                            | Фреди је крив за све                                 | Да                       | Филм Тома Грина из 2001. године Фреди је крив за све освојио је пет категорија на 22. церемонији Златних малина, укључујући за најгорег глумца, најгорег режисера, најгори филм, најгори глумачки пар и најгори сценарио. Грин је лично присуствовао додели и понио је са собом јефтини црвени тепих који је он одмотао док је улазио у позориште у којем су се награде уручивале. "Хтео бих да кажем свим осталим номинованима у публици. Мислим да не заслужујем ове награде више од вас осталих. Хтео бих то да кажем. Не мислим да је то истина", рекао је Грин. Морали су да га одвуку са бине док је прихватио једну од награда јер није престао да свира усну хармонику. |
| 2002   | Tom Green        | Том Грин                  | Златна малина за најгорег режисера                          | Фреди је крив за све                                 | Да                       | Филм Тома Грина из 2001. године Фреди је крив за све освојио је пет категорија на 22. церемонији Златних малина, укључујући за најгорег глумца, најгорег режисера, најгори филм, најгори глумачки пар и најгори сценарио. Грин је лично присуствовао додели и понио је са собом јефтини црвени тепих који је он одмотао док је улазио у позориште у којем су се награде уручивале. "Хтео бих да кажем свим осталим номинованима у публици. Мислим да не заслужујем ове награде више од вас осталих. Хтео бих то да кажем. Не мислим да је то истина", рекао је Грин. Морали су да га одвуку са бине док је прихватио једну од награда јер није престао да свира усну хармонику. |
| 2002   | Tom Green        | Том Грин                  | Златна малина за најгори филм                               | Фреди је крив за све                                 | Да                       | Филм Тома Грина из 2001. године Фреди је крив за све освојио је пет категорија на 22. церемонији Златних малина, укључујући за најгорег глумца, најгорег режисера, најгори филм, најгори глумачки пар и најгори сценарио. Грин је лично присуствовао додели и понио је са собом јефтини црвени тепих који је он одмотао док је улазио у позориште у којем су се награде уручивале. "Хтео бих да кажем свим осталим номинованима у публици. Мислим да не заслужујем ове награде више од вас осталих. Хтео бих то да кажем. Не мислим да је то истина", рекао је Грин. Морали су да га одвуку са бине док је прихватио једну од награда јер није престао да свира усну хармонику. |
| 2002   | Tom Green        | Том Грин                  | Златна малина за најгори глумачки пар                       | Фреди је крив за све                                 | Да                       | Филм Тома Грина из 2001. године Фреди је крив за све освојио је пет категорија на 22. церемонији Златних малина, укључујући за најгорег глумца, најгорег режисера, најгори филм, најгори глумачки пар и најгори сценарио. Грин је лично присуствовао додели и понио је са собом јефтини црвени тепих који је он одмотао док је улазио у позориште у којем су се награде уручивале. "Хтео бих да кажем свим осталим номинованима у публици. Мислим да не заслужујем ове награде више од вас осталих. Хтео бих то да кажем. Не мислим да је то истина", рекао је Грин. Морали су да га одвуку са бине док је прихватио једну од награда јер није престао да свира усну хармонику. |
| 2002   | Tom Green        | Том Грин                  | Златна малина за најгори сценарио                           | Фреди је крив за све                                 | Да                       | Филм Тома Грина из 2001. године Фреди је крив за све освојио је пет категорија на 22. церемонији Златних малина, укључујући за најгорег глумца, најгорег режисера, најгори филм, најгори глумачки пар и најгори сценарио. Грин је лично присуствовао додели и понио је са собом јефтини црвени тепих који је он одмотао док је улазио у позориште у којем су се награде уручивале. "Хтео бих да кажем свим осталим номинованима у публици. Мислим да не заслужујем ове награде више од вас осталих. Хтео бих то да кажем. Не мислим да је то истина", рекао је Грин. Морали су да га одвуку са бине док је прихватио једну од награда јер није престао да свира усну хармонику. |
| 2004   | Ben Affleck      | Бен Афлек                 | Златна малина за најгорег глумца                            | Жили                                                 | Не                       | На 24. церемонији Златних малина, Бен Афлек је препознат у категорији најгори глумац због својих глумачких остварења у филмовима Жили, Даредевил и Исплата. Почетком марта 2004. године Афлек се нашалио на радију, жалећи се да је "укочен", јер му није додељен трофеј Најгори глумац. Рекао је да би му барем требало дати „златну врећу грожђа“. 16. марта 2004. Афлеку је дат трофеј када је гостовао у емисији Ларија Кинга. Он је прокоментарисао „Мало је јефтино“ и наставио да раздваја трофеј у току телевизијског програма. Фондација „Златна малина“ ставила је трофеј на лицитацију на Ибеју, где је надметање порасло на 967,97 од почетних 4,89 долара у року од 24 сата. "Ово је класичан случај да када нам живот да лимуне, треба да се окренемо и направимо лимунаду. У овом случају лимуниаду од малина", рекао је Џон Ј.Б. Вилсон. Приход од продаје трофеја коришћен је за изнајмљивање позоришта Ивар за Церемонију 2005. године. |
| 2004   | Ben Affleck      | Бен Афлек                 | Златна малина за најгорег глумца                            | Даредевил                                            | Не                       | На 24. церемонији Златних малина, Бен Афлек је препознат у категорији најгори глумац због својих глумачких остварења у филмовима Жили, Даредевил и Исплата. Почетком марта 2004. године Афлек се нашалио на радију, жалећи се да је "укочен", јер му није додељен трофеј Најгори глумац. Рекао је да би му барем требало дати „златну врећу грожђа“. 16. марта 2004. Афлеку је дат трофеј када је гостовао у емисији Ларија Кинга. Он је прокоментарисао „Мало је јефтино“ и наставио да раздваја трофеј у току телевизијског програма. Фондација „Златна малина“ ставила је трофеј на лицитацију на Ибеју, где је надметање порасло на 967,97 од почетних 4,89 долара у року од 24 сата. "Ово је класичан случај да када нам живот да лимуне, треба да се окренемо и направимо лимунаду. У овом случају лимуниаду од малина", рекао је Џон Ј.Б. Вилсон. Приход од продаје трофеја коришћен је за изнајмљивање позоришта Ивар за Церемонију 2005. године. |
| 2004   | Ben Affleck      | Бен Афлек                 | Златна малина за најгорег глумца                            | Исплата                                              | Не                       | На 24. церемонији Златних малина, Бен Афлек је препознат у категорији најгори глумац због својих глумачких остварења у филмовима Жили, Даредевил и Исплата. Почетком марта 2004. године Афлек се нашалио на радију, жалећи се да је "укочен", јер му није додељен трофеј Најгори глумац. Рекао је да би му барем требало дати „златну врећу грожђа“. 16. марта 2004. Афлеку је дат трофеј када је гостовао у емисији Ларија Кинга. Он је прокоментарисао „Мало је јефтино“ и наставио да раздваја трофеј у току телевизијског програма. Фондација „Златна малина“ ставила је трофеј на лицитацију на Ибеју, где је надметање порасло на 967,97 од почетних 4,89 долара у року од 24 сата. "Ово је класичан случај да када нам живот да лимуне, треба да се окренемо и направимо лимунаду. У овом случају лимуниаду од малина", рекао је Џон Ј.Б. Вилсон. Приход од продаје трофеја коришћен је за изнајмљивање позоришта Ивар за Церемонију 2005. године. |
| 2005   | Halle Berry      | Хали Бери                 | Златна малина за најгору глумицу                            | Жена-мачка                                           | Да                       | Филм Жена-мачка из 2004. године добио је вишеструке номинације на 25. церемонији Златне малине, укључујући за најгори филм, најгорег режисера, најгору глумици и најгори сценарио. Хали Бери је лично примила награду за најгору глумицу на церемонији. Држећи трофеј Оскара за њен наступ у Балу монструма у једној руци и њен трофеј Златне малине у другој, Бери је рекла публици на церемонији: „Пуно вам хвала. Никад у животу нисам мислила да ћу бити овде.” Пародирала је свој наступ током прихватања Оскара, и захвалила се режисеру филма и свом менаџеру, „Он ме толико воли да може да ме убеди да радим пројекте чак и кад он зна да је то срање.” Сценариста Мајкл Ферис такође је прихватио своју награду, и у свом говору захвалио Фондацији Златна малина на повећању продаје ДВД-а за филм Жена-мачка. Џули Њумар, која је глумила Жену мачку у ТВ серији Бетмен, добила је награду за најгорији филм, а речено јој је да је она "најбоља жена мачка". |
| 2005   |                  | Мајкл Ферис               | Златна малина за најгори сценарио                           | Жена-мачка                                           | Да                       | Филм Жена-мачка из 2004. године добио је вишеструке номинације на 25. церемонији Златне малине, укључујући за најгори филм, најгорег режисера, најгору глумици и најгори сценарио. Хали Бери је лично примила награду за најгору глумицу на церемонији. Држећи трофеј Оскара за њен наступ у Балу монструма у једној руци и њен трофеј Златне малине у другој, Бери је рекла публици на церемонији: „Пуно вам хвала. Никад у животу нисам мислила да ћу бити овде.” Пародирала је свој наступ током прихватања Оскара, и захвалила се режисеру филма и свом менаџеру, „Он ме толико воли да може да ме убеди да радим пројекте чак и кад он зна да је то срање.” Сценариста Мајкл Ферис такође је прихватио своју награду, и у свом говору захвалио Фондацији Златна малина на повећању продаје ДВД-а за филм Жена-мачка. Џули Њумар, која је глумила Жену мачку у ТВ серији Бетмен, добила је награду за најгорији филм, а речено јој је да је она "најбоља жена мачка". |
| 2009   | Uwe Boll         | Уве Бол                   | Златна малина за најгорег режисера                          | In the Name of the King                              | Не                       | На 29. церемонији Златне малине, Уве Бол је препознат у категорији најгори режисер за своје филмове In the Name of the King, Postal и Tunnel Rats, поред тога што је примио и награду за најгори успех у каријери. Касније је Бол објавио видео са сета свог филма Дарфур у коме признаје своју "победу" и у шали каже да су му Златне малине уништиле живот, због чега се преселио да живи у колиби у Судану. |
| 2009   | Uwe Boll         | Уве Бол                   | Златна малина за најгорег режисера                          | Postal                                               | Не                       | На 29. церемонији Златне малине, Уве Бол је препознат у категорији најгори режисер за своје филмове In the Name of the King, Postal и Tunnel Rats, поред тога што је примио и награду за најгори успех у каријери. Касније је Бол објавио видео са сета свог филма Дарфур у коме признаје своју "победу" и у шали каже да су му Златне малине уништиле живот, због чега се преселио да живи у колиби у Судану. |
| 2009   | Uwe Boll         | Уве Бол                   | Златна малина за најгорег режисера                          | Tunnel Rats                                          | Не                       | На 29. церемонији Златне малине, Уве Бол је препознат у категорији најгори режисер за своје филмове In the Name of the King, Postal и Tunnel Rats, поред тога што је примио и награду за најгори успех у каријери. Касније је Бол објавио видео са сета свог филма Дарфур у коме признаје своју "победу" и у шали каже да су му Златне малине уништиле живот, због чега се преселио да живи у колиби у Судану. |
| 2009   | Uwe Boll         | Уве Бол                   | Најгоре достигнуће у каријери                               |                                                      | Не                       | На 29. церемонији Златне малине, Уве Бол је препознат у категорији најгори режисер за своје филмове In the Name of the King, Postal и Tunnel Rats, поред тога што је примио и награду за најгори успех у каријери. Касније је Бол објавио видео са сета свог филма Дарфур у коме признаје своју "победу" и у шали каже да су му Златне малине уништиле живот, због чега се преселио да живи у колиби у Судану. |
| 2010   | Sandra Bullock   | Сандра Булок              | Златна малина за најгору глумицу                            | Све о Стиву                                          | Да                       | Након номинације за најгору глумицу за филм "Све о Стиву", Сандра Булок је изразила интересовање да дође и преузме своју награду. На крају је победила и рекла је: „Нисам схватила да, у Холивуду, све што мораш учинити је да кажеш да ћеш се појавити, и онда ћеш добити награду. Да сам то знала, ја бих одавно рекла да ћу се појавити на Оскару". Булокова је публици донела и копије ДВД-ева филма "Све о Стиву", изјавивши да би гласачи требало да погледају филм да виде да ли је она заиста најгори извођач, подразумевајући да су гласачи Златне малине гласали за њу само да би видели да ли ће се појавити на церемонији. Булокова је такође рекла да је њена заједничка победа за најгорег глумачког пара са Бредлијем Купером показала да гласачи не гледају филм, пошто се Све о Стиву ради о лику који је прати и „то заправо и није заљубљени пар“. Булокова је такође рекла да је побегла са добротворне вечере са Џефријем Каценбергом због награда, и да је морала да стигне што пре „јер знате, то је Џефри Каценберг и он ме у основи може спречити да икада више радим“. Џон Вилсон је изјавио да је њен наступ "био много бољи од оног који ћете ускоро видети на ДВД-у". Следеће вечери Булокова је добио Оскара за најбољу глумицу за свој наступ у филму Мртав угао.                           |
| 2010   | Sandra Bullock   | Сандра Булок              | Златна малина за најгори глумачки пар                       | Све о Стиву                                          | Да                       | Након номинације за најгору глумицу за филм "Све о Стиву", Сандра Булок је изразила интересовање да дође и преузме своју награду. На крају је победила и рекла је: „Нисам схватила да, у Холивуду, све што мораш учинити је да кажеш да ћеш се појавити, и онда ћеш добити награду. Да сам то знала, ја бих одавно рекла да ћу се појавити на Оскару". Булокова је публици донела и копије ДВД-ева филма "Све о Стиву", изјавивши да би гласачи требало да погледају филм да виде да ли је она заиста најгори извођач, подразумевајући да су гласачи Златне малине гласали за њу само да би видели да ли ће се појавити на церемонији. Булокова је такође рекла да је њена заједничка победа за најгорег глумачког пара са Бредлијем Купером показала да гласачи не гледају филм, пошто се Све о Стиву ради о лику који је прати и „то заправо и није заљубљени пар“. Булокова је такође рекла да је побегла са добротворне вечере са Џефријем Каценбергом због награда, и да је морала да стигне што пре „јер знате, то је Џефри Каценберг и он ме у основи може спречити да икада више радим“. Џон Вилсон је изјавио да је њен наступ "био много бољи од оног који ћете ускоро видети на ДВД-у". Следеће вечери Булокова је добио Оскара за најбољу глумицу за свој наступ у филму Мртав угао.                           |
| 2010   | J. David Shapiro | J. Давид Шапиро           | Најгори филм декаде                                         | Бојно поље Земља                                     | Да                       | Шапиро се 2010. године појавио на 30. церемонији Златних малина како би прихватио награду Бојно поље Земља за најгори филм декаде, а током свог говора чак је цитирао и рецензију Њујорк Тајмса: „Бојно поље Земља говори о изумирању људске расе, и након гледања овог филма ја сам за то". |
| 2011   | David Eigenberg  | Дејвид Ајгенберг          | Златна малина за најгори глумачки пар                       | Секс и град 2                                        | Не                       | Након церемоније, Ајгенберг је изразио интересовање да лично прими награду; према Џону Вилсону, "рекао је да никада није освојио никакву награду и ако је ово оно што је освојио, прихватио би је." Ајгенберг је тада сарађивао с Вилсоном на снимању шаљивог видео снимка који је објављен на званичном Јутјуб каналу Златне малине. |
| 2016   | Jamie Dornan     | Џејми Дорнан              | Златна малина за најгорег глумца                            | Педесет нијанси — сива                               | Не                       | Дорнан је добио једну од две награде у фебруару 2018. године, за време наступа у емисији „Конан”, док је промовисао завршни филм трилогије Педесет нијанси сиве: Педесет нијанси — ослобођени. Потом је поломио врх своје награде, али ју је убрзо поново саставио. |
| 2016   | Jamie Dornan     | Џејми Дорнан              | Златна малина за најгори глумачки пар (са Дакотом Џонсонон) | Педесет нијанси — сива                               | Не                       | Дорнан је добио једну од две награде у фебруару 2018. године, за време наступа у емисији „Конан”, док је промовисао завршни филм трилогије Педесет нијанси сиве: Педесет нијанси — ослобођени. Потом је поломио врх своје награде, али ју је убрзо поново саставио. |
| 2017   | Dinesh D'Souza   | Динеш Дсуза               | Златна малина за најгори филм                               | Хиларина Америка: Тајна историја Демократске странке | Не                       | Динеш Дсуза је препознат је на 37. церемонији Златних малина са наградама за најгори филм, за најгорег режисера и најгорег глумца, за документарни филм из 2016. године о Хилари Клинтон. Појавио се у видеу у коме је проглашен добитник награде, прихватајући награде Златне малине за које је добио његов документарац. Динеш Дсуза је у шали изјавио: "Разлог зашто ми га дајете је тај што сте веома узнемирени због тога што је Трамп победио. Нисте то преболели, вероватно никад и нећете" и "Оваква награда је заиста добра за моју каријеру. Видите, кад бих добио Оскара, био бих готов. Не бих могао да снимим још један филм, моја публика се не би ни појавила. Мислили би да ћу постати један од вас." Закључио је видео рекавши: "Да бисте освојили Малину, треба да ме критикујете? Ово је апсолутно фантастично. Моја публика воли чињеницу што ме мрзите. Хвала вам." |
| 2017   | Dinesh D'Souza   | Динеш Дсуза               | Златна малина за најгорег глумца                            | Хиларина Америка: Тајна историја Демократске странке | Не                       | Динеш Дсуза је препознат је на 37. церемонији Златних малина са наградама за најгори филм, за најгорег режисера и најгорег глумца, за документарни филм из 2016. године о Хилари Клинтон. Појавио се у видеу у коме је проглашен добитник награде, прихватајући награде Златне малине за које је добио његов документарац. Динеш Дсуза је у шали изјавио: "Разлог зашто ми га дајете је тај што сте веома узнемирени због тога што је Трамп победио. Нисте то преболели, вероватно никад и нећете" и "Оваква награда је заиста добра за моју каријеру. Видите, кад бих добио Оскара, био бих готов. Не бих могао да снимим још један филм, моја публика се не би ни појавила. Мислили би да ћу постати један од вас." Закључио је видео рекавши: "Да бисте освојили Малину, треба да ме критикујете? Ово је апсолутно фантастично. Моја публика воли чињеницу што ме мрзите. Хвала вам." |
| 2017   | Dinesh D'Souza   | Динеш Дсуза               | Златна малина за најгорег режисера                          | Хиларина Америка: Тајна историја Демократске странке | Не                       | Динеш Дсуза је препознат је на 37. церемонији Златних малина са наградама за најгори филм, за најгорег режисера и најгорег глумца, за документарни филм из 2016. године о Хилари Клинтон. Појавио се у видеу у коме је проглашен добитник награде, прихватајући награде Златне малине за које је добио његов документарац. Динеш Дсуза је у шали изјавио: "Разлог зашто ми га дајете је тај што сте веома узнемирени због тога што је Трамп победио. Нисте то преболели, вероватно никад и нећете" и "Оваква награда је заиста добра за моју каријеру. Видите, кад бих добио Оскара, био бих готов. Не бих могао да снимим још један филм, моја публика се не би ни појавила. Мислили би да ћу постати један од вас." Закључио је видео рекавши: "Да бисте освојили Малину, треба да ме критикујете? Ово је апсолутно фантастично. Моја публика воли чињеницу што ме мрзите. Хвала вам." |
| 2018   | Dwayne Johnson   | Двејн Џонсон              | Златна малина толико трула да ћете је волети                | Филм Чувари плаже                                    | Не                       | На 38. церемонији Златне малине, Чувари Плаже су препознати са специјалном наградом, Златна малина толико трула да ћете је волети. Дан након церемоније Малине, Двејн Џонсон, који је био звезда и продуцент филма, објавио је видео на Твитеру у којем је рекао да понизно прихвата награду. |

## Победници и Златне малине и Оскара
Троје људи освојило је и Златну малину и Оскара истог викенда: Алан Менкен 1993., Брајан Хелгеланд 1998. и Сандра Булок 2010., премда су сви добили награде за различите филмове. Два глумца имала су улоге у истом филму који су освојили номинацију за Оскара и за Златну малину, Џејмс Коко (Only When I Laugh) и Ејми Ирвинг (Yentl ).

## Рекорди
- Филм I Know Who Killed Me из (2007) године је награђен са 8 златних малина (највише).
- Глумац Силвестер Сталоне је за златну малину номинован 30 пута и 10 пута ју је освојио. Тако је он глумац са највећим бројем номинација и освојених награда. Као најгори глумац био је номинован 9 година за редом од 1984. до 1992. године и у том периоду награду је освојио 4 пута.
- Глумац Бен Стилер је номинован пет пута у току 2004. године за филмове: Along Came Polly, Anchorman, Dodgeball, Envy и Starsky & Hutch.
- Глумац Еди Мерфи је за филм Норбит из 2007. године добио пет номинација: Три номинације за глумца (за све три улоге које је играо, номинација за најгори пар (у филму је играо и женску улогу) и најгори сценарио.